# Площа Россіо
Площа Россіо (порт. Praça Rossio), офіційна назва Площа Педру IV (порт. Praça de D. Pedro IV) — центральна площа столиці Португалії міста Лісабона, розташована в історичному середмісті.
Площа Россіо замикає собою з північного боку історичний район Байша. На схід від неї знаходиться площа Фігейра, на північний захід від Россіо розташовані площа Рештаурадореш, вокзал Россіо та початок вулиці Авеніда да Лібердаде. На площі розташовується один з виходів станції метро Россіо.
Офіційну назву площа отримала на честь короля Португалії Педру I, якому в центрі площі встановлено пам'ятник.
Россіо стала однією з головних площ Лісабона вже в XIII—XIV столітті. У 1450 році на північній стороні площі був зведений палац Естауш. Спочатку він був призначений для розміщення високопоставлених іноземців, потім став штаб-квартирою португальської інквізиції. З цього моменту на площі Росиу періодично проводилися страти. Перше аутодафе тут відбулося в 1540 році.
В 1492 році король Жуан II наказав побудувати Королівський госпіталь Всіх Святих (Hospital Real de Todos os Santos), який після закінчення будівництва в 1504 році зайняв всю східну сторону площі.
Лісабонський землетрус 1755 року зруйнував всі будівлі навколо площі Россіо, як й у всьому районі Байша. Зберігся лише палац Естауш, але зазнав серйозних пошкоджень. Подальше відновлення зруйнованих будівель суттєво змінило планування району. На місці госпіталю Всіх Святих на схід від Россіо була створена площа Фігейра.
Площа Россіо в другій половині XVIII століття була забудована будинками в стилі мануеліно. В 1836 році палац Естауш був поновністю зруйновано пожежею, на його місці в 1842 році побудували національний театр Марії II, названий на честь королеви Марії.
У другій половині XIX століття зовнішній вигляд площі Россіо суттєво змінився. Площа була прикрашена традиційної португальської мозаїкою на бруківці. В центрі площі поставили два бронзових фонтана, привезених з Франції.
В 1874 році споруджена колона зі статуєю Педру IV. Колона зі статуєю імператора має 27 метрів у висоту, прикрашена мармуровими алегоріями Справедливості, Мудрості, Сили і Поміркованості.
В тому ж році влада перейменувала площу на його честь. Але мешканці міста не сприйняли нову назву й продовжили називати її історичним ім'ям.
Між 1886 та 1887 роками в північно-західній частині площі Россіо був побудований залізничний вокзал Россіо за проектом архітектора Жозе Луїша Монтейру. Станція стала важливим доповненням до інфраструктури міста, а її красивий фасад в стилі нео-мануеліно увійшов в число пам'яток Лісабона.
На площі знаходиться декілька старих артистичних кафе. Найвідоміше — кафе «Нікола» на західній стороні, завсідником якого був поет Мануел ду Бокаже.